# 이반 보흐단
이반 하우릴로비치 보흐단(우크라이나어: Іва́н Гаври́лович Бо́гдан, 러시아어: Ива́н Гаври́лович Бо́гдан 이반 가브릴로비치 보그단[*], 1928년 2월 29일~2020년 12월 25일)은 소련과 우크라이나의 레슬링 선수, 지도자이다. 1960년 하계 올림픽 그레코로만형 헤비급 금메달을 획득했다.